# Infected (brasilianische Band)
Infected war eine brasilianische Thrash-Metal-Band aus Santo André, die 2002 gegründet wurde und sich 2016 auflöste.

## Geschichte
Die Band wurde Anfang 2002 von dem Sänger und Gitarristen Rodrigo „Infectz“ Costa gegründet. Bis Juli 2005 änderte sich die Besetzung um ihn mehrfach, ehe die Band inaktiv wurde. Im Februar des Folgejahres belebte Costa sie mit dem Bassisten Bruno „Mad Butcher“ Tarelov wieder. Als Schlagzeuger stieß Rodrigo Ramos hinzu. Im Dezember 2006 spielten sie ein Konzert in der Bar Arena Metal in Osasco mit den ebenfalls gebuchten Jackhammer, Guillotine, Sounder, Conquistadores und Violator. Im April und Mai 2007 wurde ein erstes Demo aufgenommen, wonach Ramos die Besetzung verließ. Als Ersatz kam Hugo Golon dazu, ehe Henrique Perestrelo als zweiter Gitarrist dazu stieß. Diese Besetzungswechsel ereigneten sich im September und Oktober 2007, ehe das erste Konzert in veränderter Besetzung im Club Hangar 110 in São Paulo folgte, an dem auch die Gruppen Jackhammer, Side Effectz, Breakdown, Evokers und Total Mayhem teilnahmen. Im September 2008 unterzeichnete die Band einen Plattenvertrag bei Mutilation Records, worüber im Dezember das Debütalbum Who Is Not? erschien. Im selben Jahr war die Gruppe zudem auf dem Night of Living Thrashers Festival zu sehen. 2009 hielt die Band diverse Auftritte ab, wobei im Juli der Schlagzeuger Golo aus persönlichen Gründen die Besetzung verließ und durch Rodrigo Silva ersetzt wurde. Im Februar 2016 gab die Gruppe ihre Auflösung bekannt.

## Stil
Laut classicthrash.com ist auf Who Is Not? klassischer Thrash Metal zu hören, der zwar energiegeladen sei, doch nicht so sehr, als dass er einen langanhaltenden Eindruck hinterlasse. Die Musik unterscheide sich nur im Detail von anderen Veröffentlichungen des Genres. Auch thethrashmetalguide.com ordnete die Band dem klassischen Thrash Metal zu. Die Songs seien schnell und intensiv und ließen Einflüsse von Vertretern des Genres aus Deutschland und der San Francisco Bay Area erkennen. Der raue Gesang klinge dem Hardcore Punk entliehen. In den Liedern verarbeite die Band schnelle Riffs. In The Damned Land könne man Anleihen aus dem Speed Metal heraushören und Possessed und Violent Reaction seien nicht schlechter als die besten Lieder von Vio-lences Eternal Nightmare. Thrash Attack und Death for Us All würde Destruction-Riffs verarbeiten.

## Diskografie
- 2007: Infected (Demo, Eigenveröffentlichung)
- 2008: Who Is Not? (Album, Mutilation Records)
- 2010: Radioactive Beer (Demo, Eigenveröffentlichung)
- 2010: Live at Seven Beer (DVD, Eigenveröffentlichung)
- 2013: Beerstalkers (Demo, Eigenveröffentlichung)
- 2014: Infecção Urbana (Split mit Atrito Urbano, Eigenveröffentlichung)